# 渡辺伝兵衛
渡辺 伝兵衛（わたなべ でんべえ、旧字体：渡邊 傳兵衞、天正14年（1586年） - 寛永15年2月28日（1638年4月12日））は、江戸時代初期の人物。
名は伝右衛門、伝左衛門とも。洗礼名はロレンソ、後にサンチョ。
天草大矢野の元庄屋であり、島原の乱における一揆勢指導者のひとり。

## 概要
島原の乱の際に幕府軍に捕らえられた渡辺小左衛門の父であり、元和期には大矢野村庄屋・渡辺小左衛門（惣代）と名乗っていたと考えられる。
天草大矢野氏家老：合津山城守本人もしくはその関係者と目される。島原の乱の際、天草および島原原城攻防戦における一揆勢と幕府軍のやり取りの中で、たびたび双方の矢文にその名がみえる。
原城では評定衆のひとりであり、常に天草四郎のそばにいたとされているが、詳しい足跡は不明である。
原城落城の際に戦死したが、その最期も不明である。